# Thijs Houwing
Thijs Houwing (Vasse, 22 april 1981) is een Nederlands voetbaltrainer en voormalig betaald voetballer die uitkwam als aanvaller.

## Loopbaan
Houwing debuteerde op prof-niveau bij FC Twente in het seizoen 1999/2000. Eerder speelde de aanvaller voor de amateurs van SV Vasse en voor Heracles Almelo. Eind 2000 kwam de doorbraak voor Houwing bij Twente, waar hij tot aan de zomer van 2003 bleef. Hij vertrok naar het net gedegradeerd De Graafschap. De aanvaller vertrok na één seizoen uit Doetinchem en zette zijn carrière voort bij Cambuur Leeuwarden, waar hij tot de zomer van 2006 onder contract stond. Hierna was zijn profloopbaan voorbij en kwam hij nog uit als amateur bij de Kozakken Boys, Spakenburg; DOS '37 en HHC Hardenberg.

## Profstatistieken
| Seizoen | Club               | Land      | Competitie     | Wed. | Goals |
| ------- | ------------------ | --------- | -------------- | ---- | ----- |
| 1999/00 | FC Twente          | Nederland | Eredivisie     | 5    | 1     |
| 2000/01 | FC Twente          | Nederland | Eredivisie     | 26   | 5     |
| 2001/02 | FC Twente          | Nederland | Eredivisie     | 22   | 2     |
| 2002/03 | FC Twente          | Nederland | Eredivisie     | 27   | 4     |
| 2003/04 | De Graafschap      | Nederland | Eerste divisie | 19   | 0     |
| 2004/05 | Cambuur Leeuwarden | Nederland | Eerste divisie | 22   | 5     |
| 2005/06 | Cambuur Leeuwarden | Nederland | Eerste divisie | 25   | 1     |
|         |                    |           | Totaal         | 146  | 18    |